# مطبخ أوزبكي

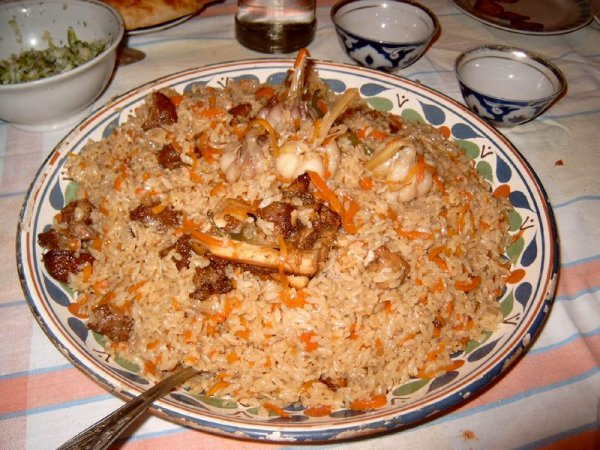
بلوف Palo'v

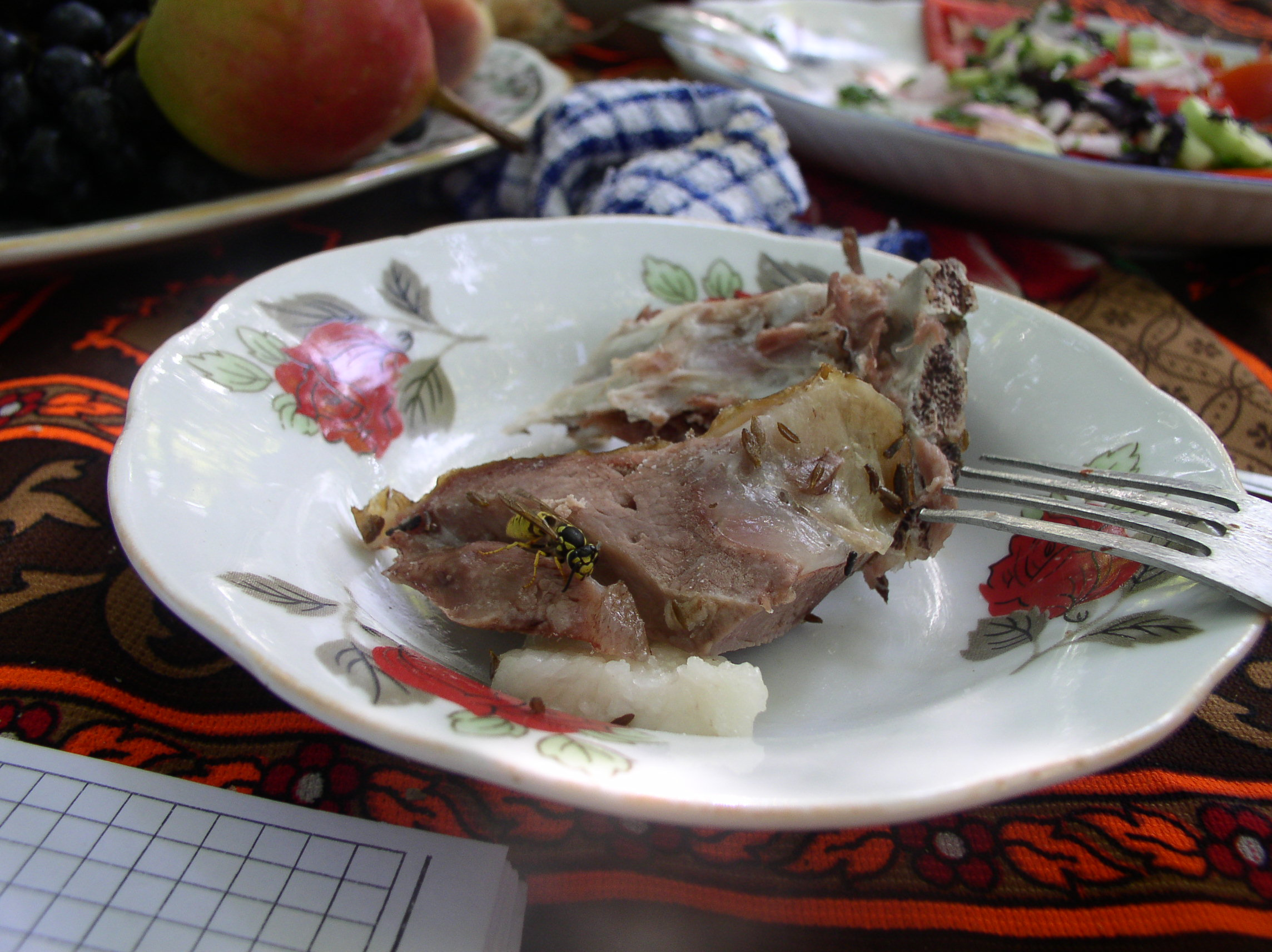
تندير كباب Tandir kabob- لحم ضأن محضر في فرن التندير

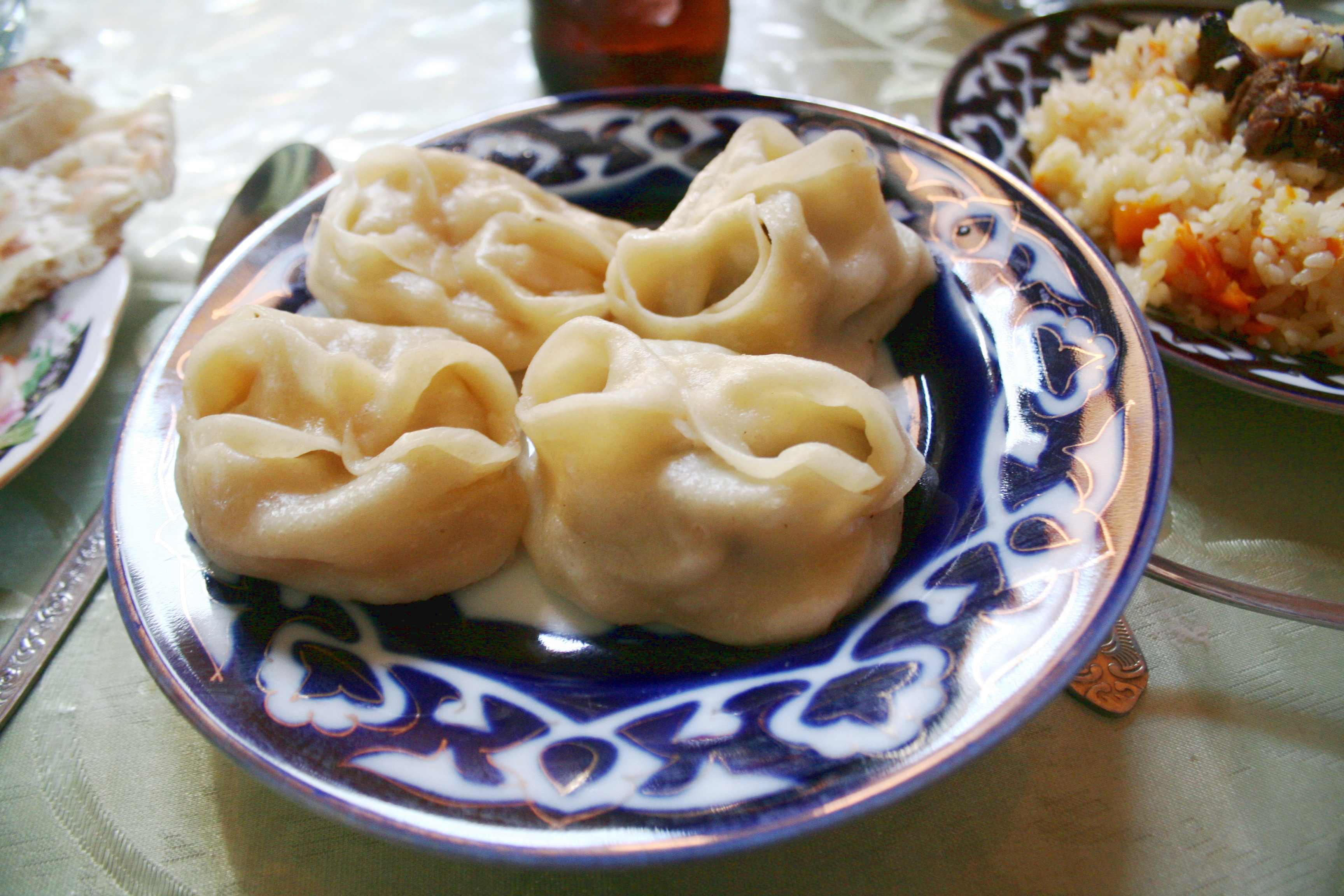
مانتي Manti

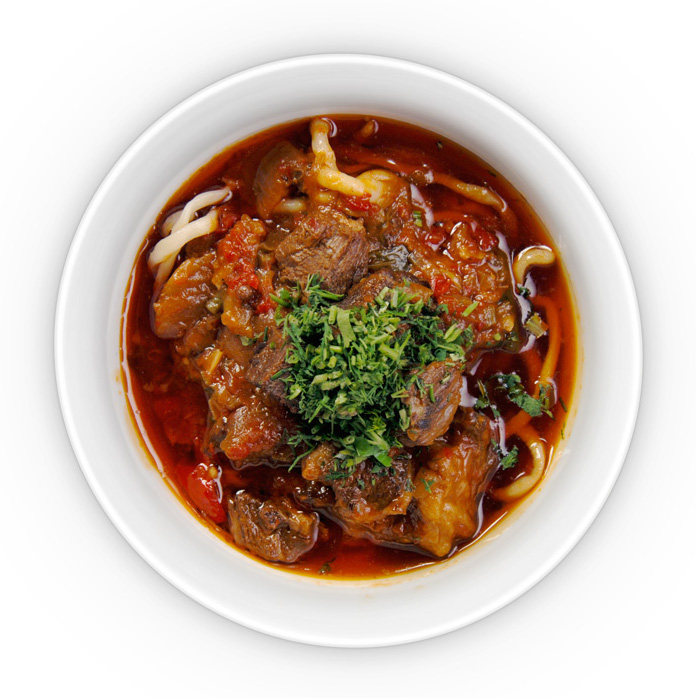
لغمان Laq'mon

يشترك المطبخ الأوزبكي في تقاليد الطهي للشعوب التركية في آسيا الوسطى. تكثر زراعة الحبوب في أوزبكستان، لذا فإن الخبز والنودلز من أهم المأكولات في المطبخ الأوزبكي، ويوصف المطبخ الأوزبكي بأنه «غني بالمكرونة واللحم». يُعد لحم الضأن من أشهر أنواع اللحوم بسبب وفرة الأغنام في البلاد وهو جزء من الأطباق الأوزبكية المختلفة.
يُعد طبق البلوف Palov الطبق الرئيسي في أوزبكستان ويُصنع عادة من الأرز وقطع من اللحم، والجزر والبصل المبشور. عادة ما يتم طهيه في القدر (قازان Qozon بالأوزبكية) على نار مفتوحة؛ يمكن إضافة الحمص أو الزبيب أو البرباريس أو الفاكهة للتنويع. وكثيرًا ما يُحضر في المنزل للعائلة وللضيوف وكذلك في المناسبات الخاصة، أو يقوم طاهٍ بتحضيره لأعداد كبيرة عادةً ضمن احتفالات الزفاف.
وتشمل الأطباق الوطنية الأخرى البارزة: شوربا أو شورفا Sho'rva، حساء مصنوع من قطع كبيرة من اللحوم الدهنية (عادة لحم الضأن) والخضروات الطازجة؛ نارين Norinولغمان Laq'mon، أطباق المكرونة التي يمكن تقديمها كحساء أو طبق رئيسي ؛ مانتي Manti، تشوتشفارا Chuchvara، وسامسا Somsa، جيوب محشوة من العجين تُقدم كمقبلات أو طبق رئيسي، ديملاما Dimlama (يخنة اللحم والخضروات) والعديد من الكباب، وعادة ما يتم تقديمها كطبق رئيسي.
الشاي الأخضر هو المشروب الساخن الوطني الذي يتناوله الناس طوال اليوم. ويقدم في المقاهي (تشايخانا) الذي يعتبر ذات أهمية ثقافية. يفضل الشاي الأسود في طشقند. كلاهما يؤخذ عادة بدون حليب أو سكر. يصاحب الشاي دائمًا الوجبة، ولكنه أيضًا مشروب ضيافة، يتم تقديمه تلقائيًا باللون الأخضر أو الأسود لكل ضيف. أما العيران Airon فهو مشروب الزبادي المثلج، وهو شائع في الصيف.
يستخدم الكحول ولكنه أقل انتشارًا منه في الغرب. ففي أوزبكستان 14 مصنع للنبيذ، أقدمها وأشهرها مصنع للخمور Khovrenko في سمرقند (منذ 1927).
اختيار الحلويات في المأكولات الأوزبكية محدود. تنتهي الوجبة الاحتفالية النموذجية بالفواكه أو كامبوت Kampo't من الفاكهة الطازجة أو المجففة، تليها المكسرات والحلاوة الطحينية Holva مع الشاي الأخضر.

## أطباق أوزبكية أخرى
- تاك آشي Tokoshi - أوراق العنب المحشوة، على غرار دولما، وعادة ما تكون بمثابة مقبلات باردة.

## الخبز

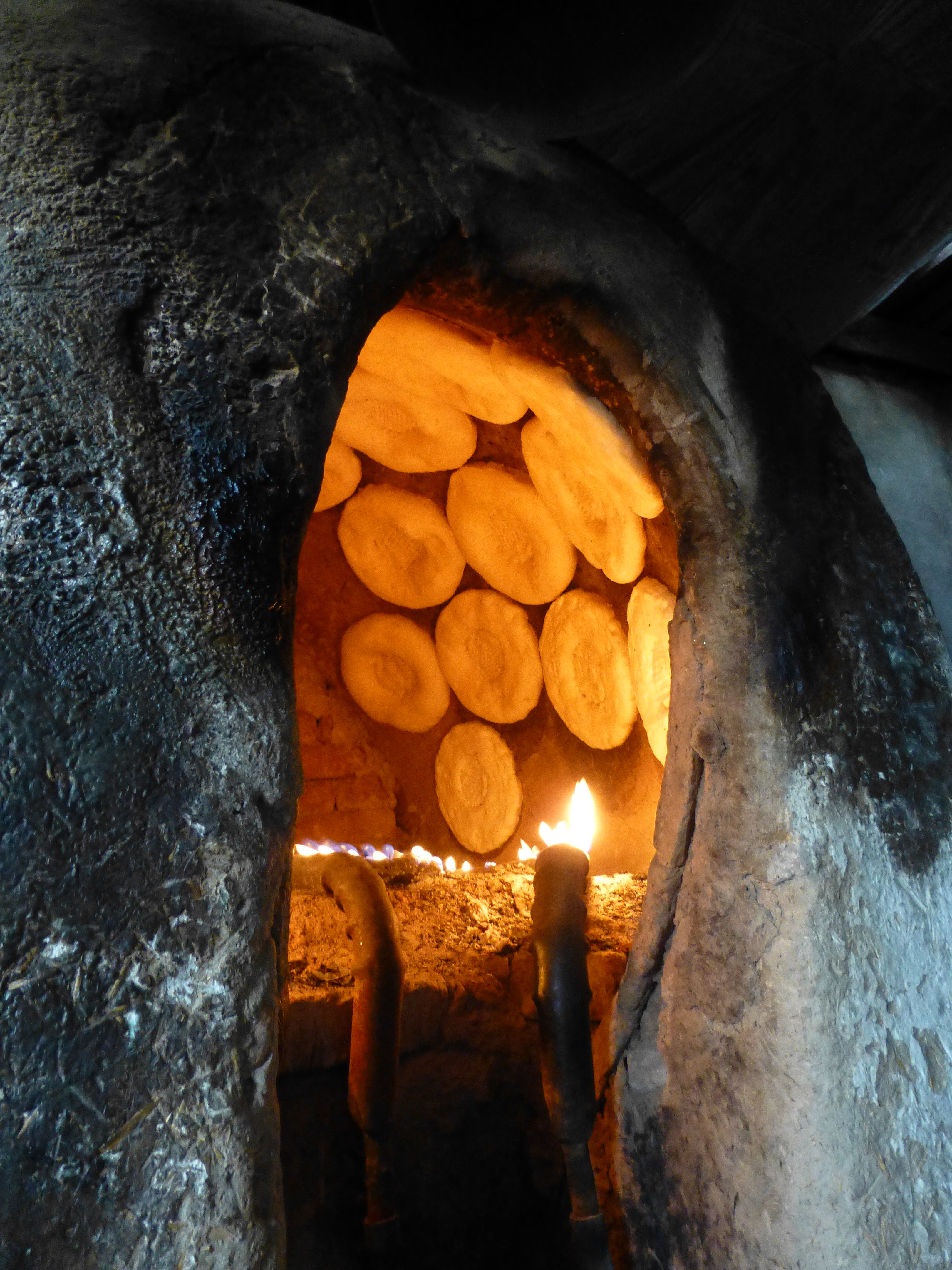
الخبز في سمرقند

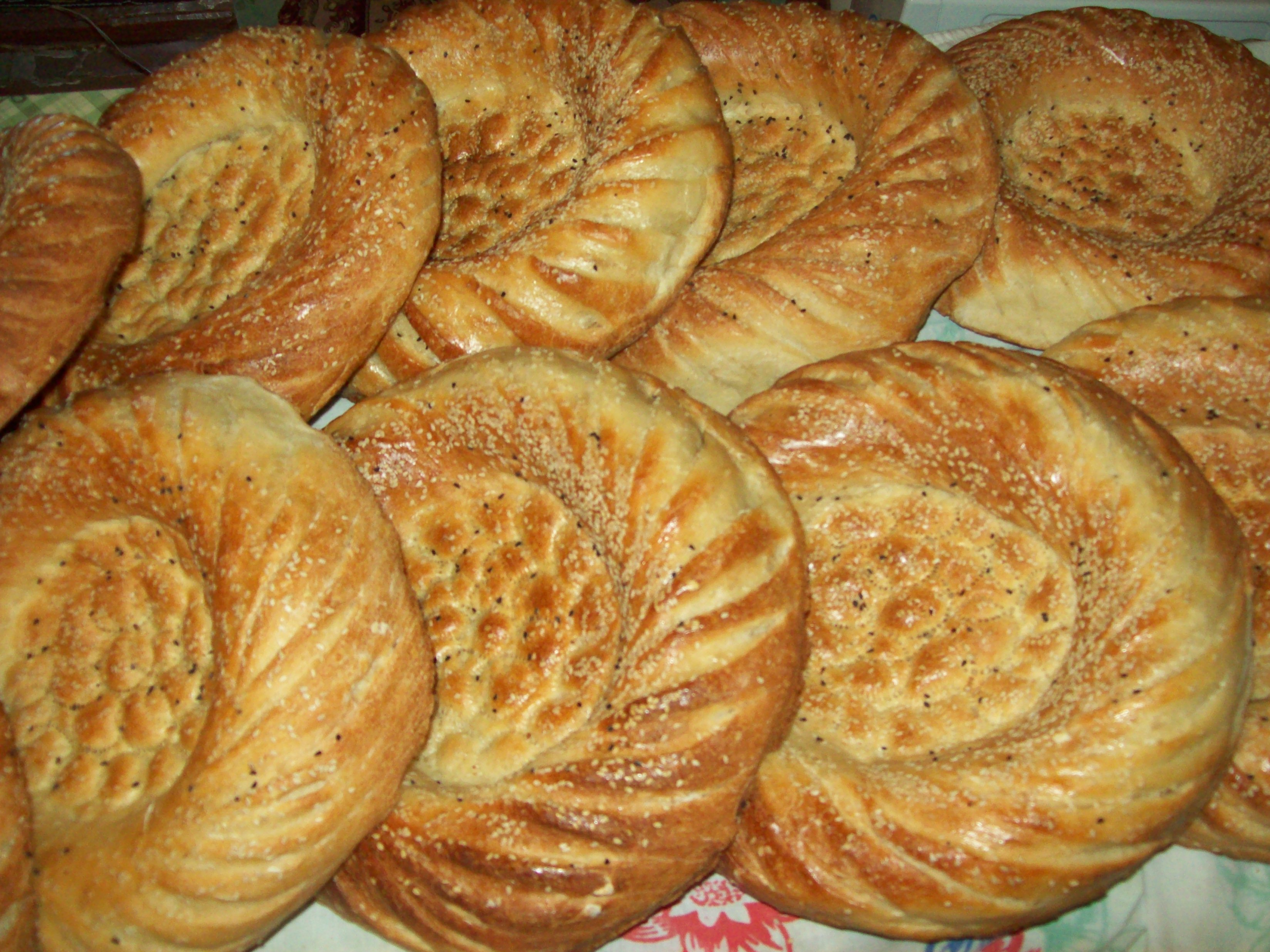
باتير Patir

يُخبز الخبز الأوزبكي التقليدي، المسمى بشكل عام نان Non، على شكل أرغفة مسطحة دائرية ( lepyoshka باللغة الروسية) مع تجويف رقيق مزخرف في المنتصف وحافة أكثر سمكًا. يوضع الخبر على الطاولة بحيث يظهر الجانب المزخرف لأعلى، ثم يتم تقطيعه إلى قطع باليد ولا يقطع بالسكين احترامًا للخبز، ويتم تكديسها على طبق الخبز. كل منطقة لها أنواع مختلفة من الخبز، أبرزها:
- آبي ناني Obinoni هو الخبز الأساسي للمطبخ الأوزبكي. تم ذكر آبي ناني في أحد أقدم الأعمال المكتوبة، ملحمة جلجامش. يتم خبز آبي ناني في أفران طينية تسمى تاندير.
- سمرقند ناني Samarqand noni، في مناطق مختلفة من أوزبكستان، يتم خبز سمرقند ناني بطرق مختلفة. في سمرقند، نانات السميكة الصغيرة، وشيرماي ناني Shirmoy noni هي الأكثر شهرة.
- بخارى آبي ناني Buxora obinoni، هو خبز مرشوش بالسمسم أو حبة البركة، مما يجعل له رائحة مميزة.
- باتير Patir الزفاف (قاشقا آبي ناني Qashqa obinoni) من أنديجان و قاشقاداريا. وفقًا للتقاليد القديمة، يتم تقديم هذا الخبز ذي الرائحة المُحضر بالزبادي والزبدة أثناء اجتماعات الزواج.
- لاتشيرة Lochira، نان على شكل صحن، مخبوزة من عجين (حليب، زبدة، سكر).

## روابط خارجية
- قائمة المطاعم الأوزبكية في موسكو
- الغذاء والطعام في أوزبكستان
- أسرار طريق الحرير: الطبخ اليهودي البخاري في الشتات
- فن المطبخ الأوزبكي
- المطبخ الأوزبكي
- 8 وصفات من المطبخ الأوزبكي + فيديو طبخ البلوف